# European Indoor Championships
European Indoor Championships (Berlin Open) – męski turniej tenisowy wchodzący w skład rozgrywek ATP World Tour rozgrywany na nawierzchni dywanowej w hali w latach 1990–1991.

## Mecze finałowe

### gra pojedyncza mężczyzn
| Rok  | Zwycięzca     | Finalista        | Wynik         |
| 1991 | Petr Korda    | Arnaud Boetsch   | 6:3, 6:4      |
| 1990 | Ronald Agénor | Aleksandr Wołkow | 4:6, 6:4, 7:6 |

### gra podwójna mężczyzn
| Rok  | Zwycięzcy                   | Finaliści                      | Wynik         |
| 1991 | Petr Korda Karel Nováček    | Jan Siemerink Daniel Vacek     | 3:6, 7:5, 7:5 |
| 1990 | Pieter Aldrich Danie Visser | Kevin Curren Patrick Galbraith | 7:6, 7:6      |